# Ilbert de Lacy
Ilbert de Lacy, död cirka 1093, var en normandisk baron som för sitt deltagande i erövringen av England och härjandet av Norra England fick betydande landområden av Vilhelm Erövraren. Han uppförde Pontefract Castle varifrån där han och hans ättlingar kom att ha sitt säte. 